# Çanakkale Belediyespor Kulübü
Çanakkale Belediyespor Kulübü – żeński klub siatkarski z Turcji. Został utworzony w 1987 roku z siedzibą w Çanakkale. Obecnie występuje w rozgrywkach tureckiej Aroma Bayanlar Voleybol 1. ligi.

## Kadra

### Sezon 2017/2018
- 1.  Yasemin Şahin
- 2.  Gamze Türk
- 4.  Maren Fromm
- 5.  Elif Uzun
- 6.  Hande Şahbaz
- 7.  Şule Yetimoğlu
- 8.  İpek Soroğlu
- 9.  Ayça Naz İhtiyaroğlu
- 10.  Seda Arısoy
- 11.  Ceren Çınar
- 12.  Gözde Dal
- 13.  Cemre Janset Erkul
- 14.  Joyce Silva
- 18.  Jelena Alajbeg
- 19.  Paulina Prieto Cerame
- Ceren Cihan

### Sezon 2016/2017
- 2.  Sinem Barut
- 4.  Beyza Arıcı
- 5.  Elif Uzun
- 6.  Hande Şahbaz
- 7.  Şule Yetimoğlu
- 8.  Mia Jerkov
- 9.  Ceren Çınar
- 10.  Seda Arısoy
- 11.  Buse Kayacan
- 12.  Gözde Dal
- 17.  Ceren Kestirengöz

### Sezon 2015/2016
- 1.  Wilma Salas
- 2.  Nefize Gaffaroğlu
- 3.  Gwendolyn Rucker
- 5.  Tuğçe Atıcı
- 6.  Derya Çayırgan
- 7.  Selin Uygur
- 9.  Ebru Uygurtaş
- 10.  Ana Starčević
- 12.  Şule Yetimoğlu
- 13.  Hande Korkut
- 16.  Cemre Erol
- 17.  Ceren Kestirengöz
- 18.  Duygu Düzceler

### Sezon 2014/2015
- 1.  Ceren Çağlar
- 2.  Esra Tınığ
- 4.  Romina Lamas
- 6.  Simge Aköz
- 7.  Jana Matiašovská-Ağayeva
- 8.  Gamze Ergin
- 9.  Ebru Uygurtaş
- 10.  Aslı Köprülü
- 11.  Kinga Kasprzak
- 12.  Merve Tanıl
- 13.  Hande Korkut
- 16.  Elżbieta Skowrońska
- 18.  Ceyda Aktaş

### Sezon 2013/2014
- 1.  Pelin Çelik
- 2.  Ece Hocaoğlu
- 3.  Elif Boran
- 4.  Ivana Nešović
- 5.  Ayşe Kılıç
- 6.  Duygu Sipahioğlu
- 7.  Ebru Mandacı
- 8.  Selin Doğan
- 9.  Jovana Vesović
- 10. Ecem Alıcı
- 11. Cansu Aydınoğulları
- 14. Funda Bilgi
- 15. Müge Ocakçı
- 17. Vesna Đurisić
- 18. Burcu Bircan